# Brosza z Hunterston

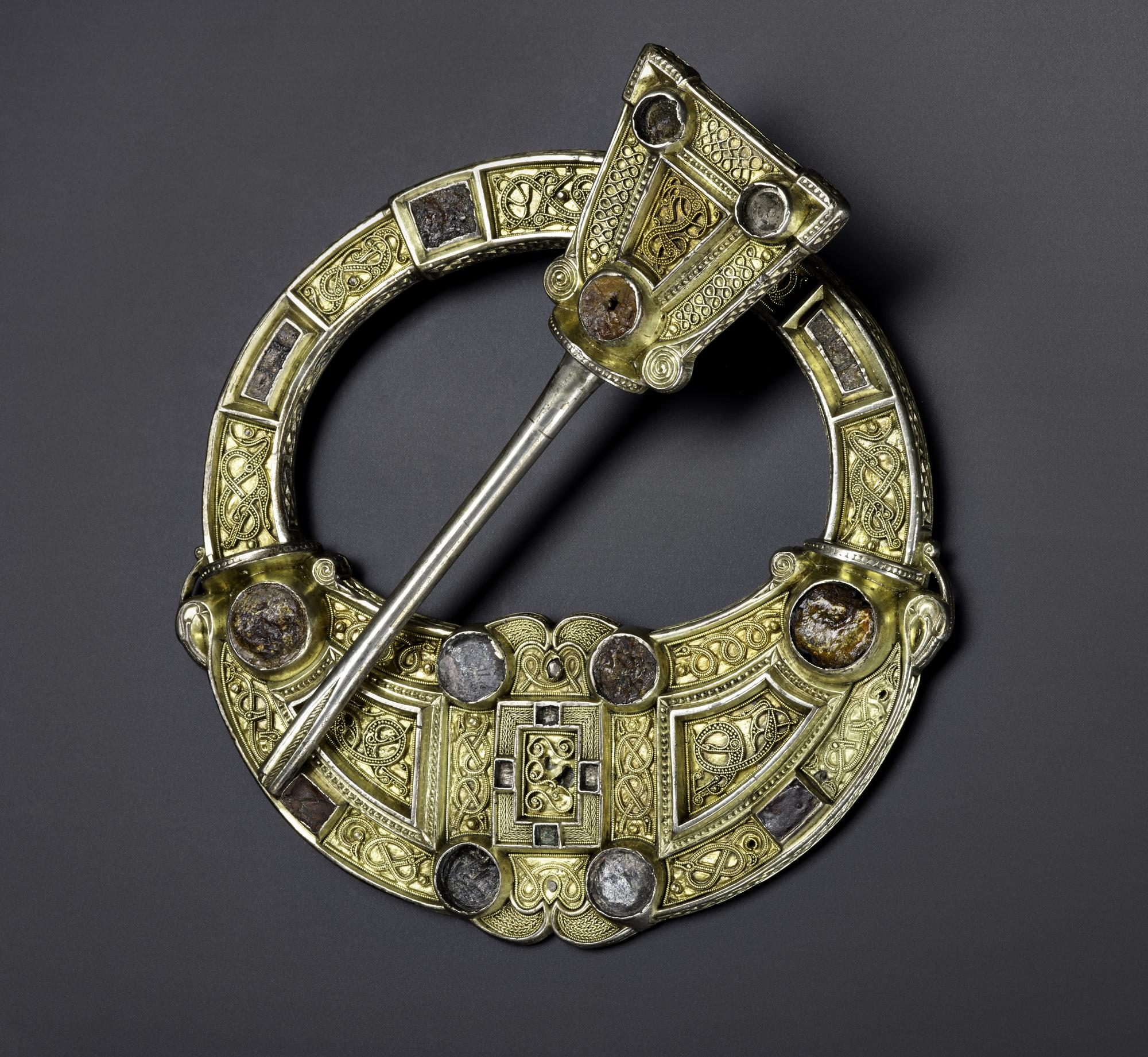
Brosza z Hunterston

Brosza z Hunterston – wykonana ze srebra brosza, odkryta w 1830 roku koło Hunterston w West Kilbride w hrabstwie Ayrshire w południowo-zachodniej Szkocji. Obecnie znajduje się w zbiorach Szkockiego Muzeum Narodowego w Edynburgu.
Zabytek został odkryty przypadkowo przez dwóch robotników, leżał w ziemi porośnięty trawą. Brosza została wykonana pod koniec VII lub na początku VIII wieku, przypuszczalnie przez złotników anglosaskich dla celtyckiego zleceniodawcy. Ma 122 mm średnicy i 36 mm wysokości. Wykonana została ze srebra, ze złotymi filigranami i osadzonymi kawałkami bursztynu.
Na tylnej stronie broszy, po lewej stronie spinki, znajduje się wyryta prawdopodobnie w X wieku inskrypcja runiczna w języku staronordyjskim o treści malbriÞaastilk, co znaczy: Melbrigda właścicielką tej broszki. Na prawo od spinki wyryto natomiast runopodobne znaki, nie posiadające żadnego znaczenia.